# 王直道
王直道（920年—？），原名王继达，字伯三，号潜夫，闽王王审知之孙。
南唐灭闽后，避居泉州南安县小溪场（今福建省泉州市安溪县）。955年（南唐保大十三年、后周显德二年），小溪场升格为清溪县，詹敦仁为首任县令。956年（南唐保大十四年、后周显德三年）冬，詹敦仁辞去清溪县令之职，推荐王直道继任。后来，王直道辞职，隐居于清溪县崇信里招坑乡（今安溪县芦田镇招坑村）。葬于今安溪县芦田镇招坑村大职山刺菜垄。